# Maria Trost (Pachten)

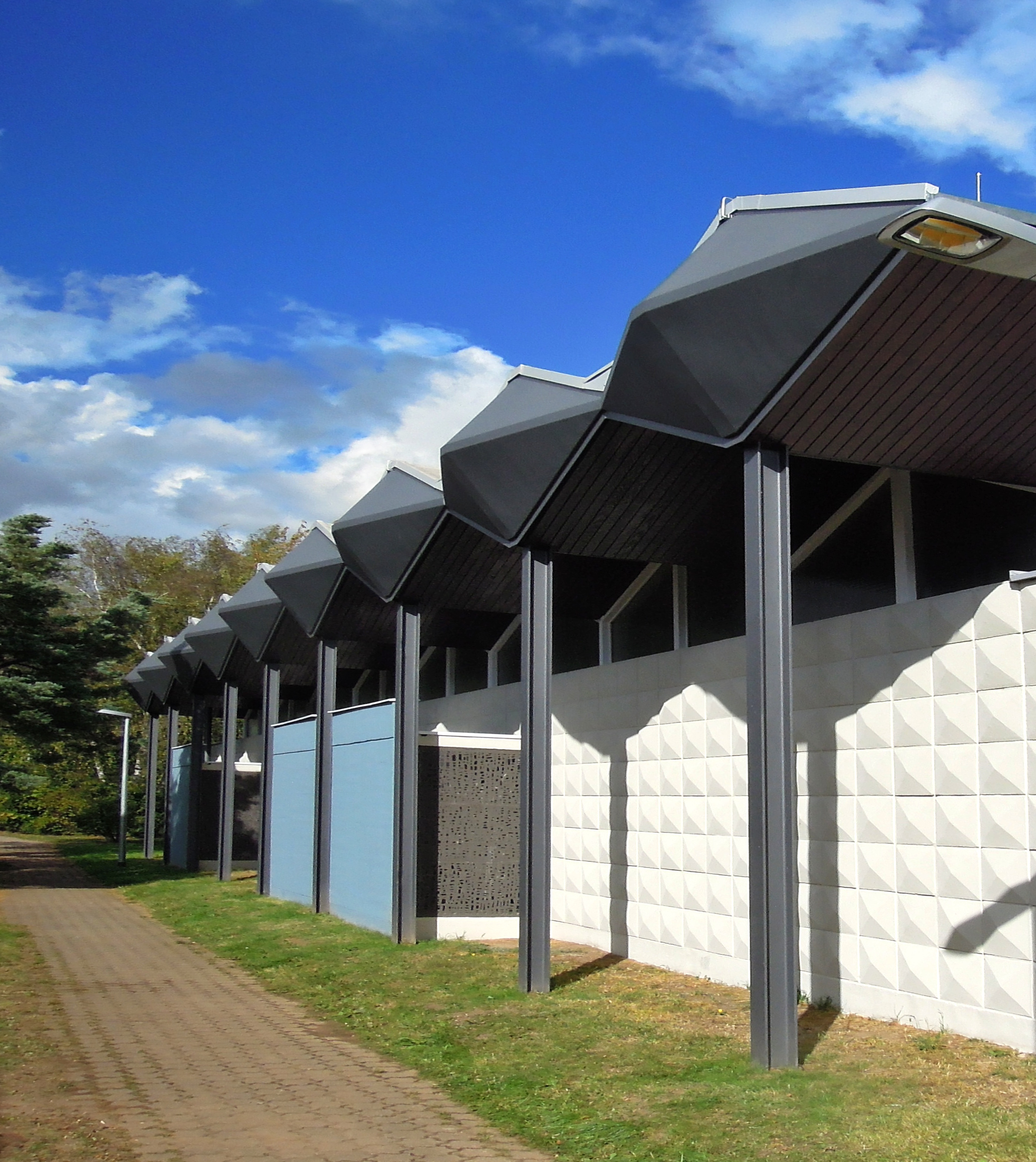
Blick von Südwesten

Die im Jahr 1963 erbaute, denkmalgeschützte katholische Kirche Maria Trost in Dillingen/Saar (Pachtener Heide) gehört zur Pfarreiengemeinschaft Hl. Sakrament, St. Johann, St. Josef, St. Maximin, Maria Trost. Die Kirche ist dem Bistum Trier zugeordnet.

## Geschichte

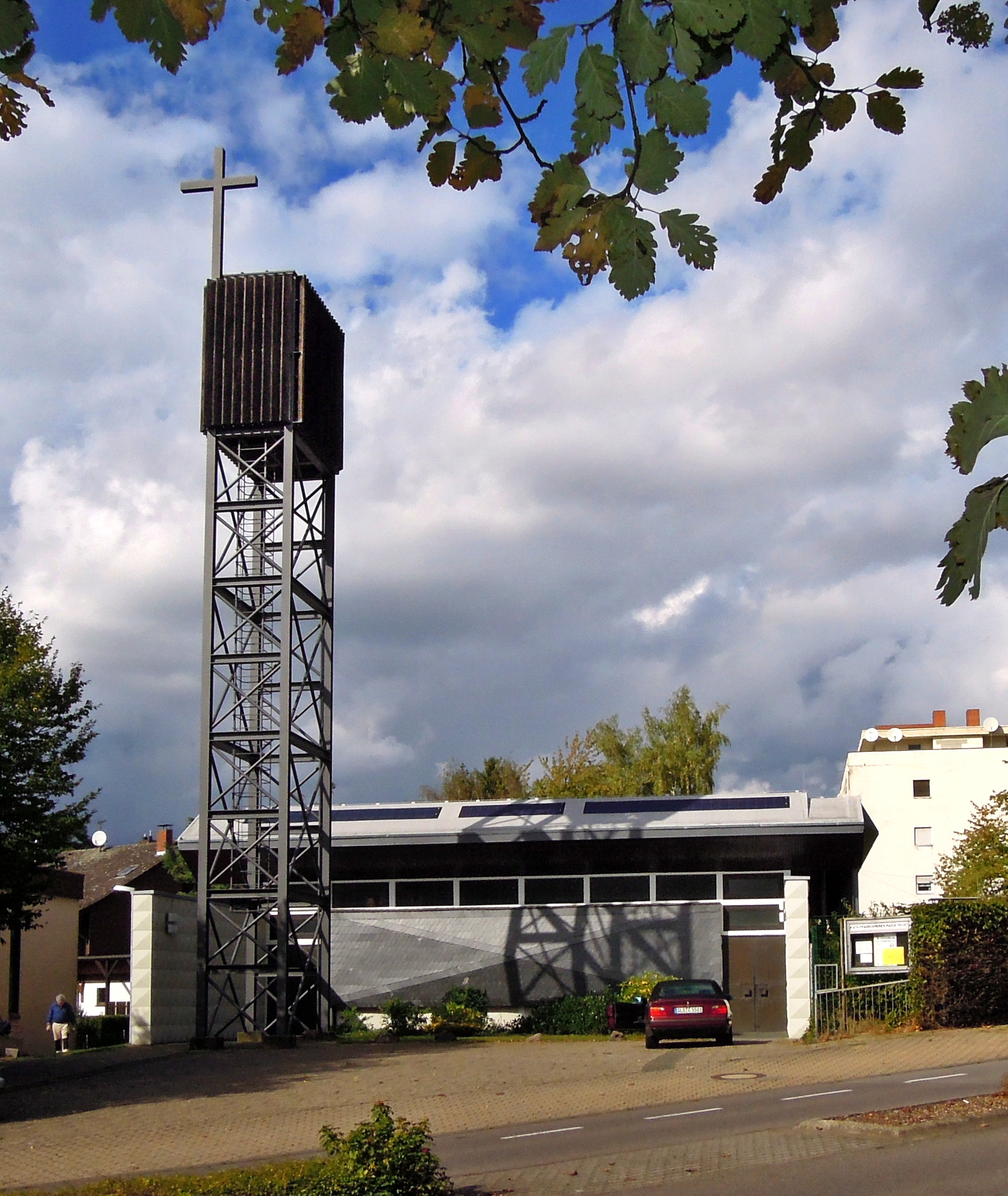
Dillingen, Maria Trost, Eingangsbereich mit Glockengerüst

Der in der Nachkriegszeit einsetzende Zuzug von Aussiedlern aus den Ostgebieten wurde in Dillingen durch den Bau von fünf vierstöckigen Wohnblocks am Leipziger Ring aufgefangen. Die Ansiedlung ging einher mit einem wachsenden Bedarf an seelsorgerischer Betreuung, der zunächst mit einer Notkirche abgedeckt werden sollte.
Nachdem ein günstiges an die Wohnblocks angrenzendes Grundstück erworben werden konnte und das Bistum 1959 dem Bau einer Kirche zustimmte, wurde am 18. September der Grundstein gelegt. Die vom Architekten Konrad Schmitz gebaute Kirche wurde am 15. August 1961 benediziert.
Der Titel „Maria Trost“ ist eine Kurzform der Bezeichnung Marias als „Trösterin der Betrübten“. Trösterin der Betrübten ist die deutsche Übersetzung des Titels „Consolatrix afflictorum“, welcher Maria neben vielen anderen in der Lauretanischen Litanei (genannt nach dem italienischen Wallfahrtsort Loreto) zugedacht wird. Das Gnadenbild der „Consolatrix afflictorum“ wird in der Kathedrale unserer lieben Frau (Luxemburg) verehrt und ist dort Zentrum der Muttergottesoktave.
Bald nach dem Bau folgte 1963 der Bau des zugehörigen Kindergartens. 1966 erfolgte die Schenkung des Grundstücks durch die Stadt Dillingen an die Pfarrgemeinde. 1968 wurde das der Kirche stilistisch angepasste Pfarrhaus mit Bibliothek und Jugendheim im Untergeschoss gebaut.
Kaplan Gerd Rupp wurde am Palmsonntag 1963 die Expositur übertragen. Am 1. April 1968 erhob der Trierer Bischof Bernhard Stein Maria Trost zur eigenständigen Pfarrei.
Erst etwa dreißig Jahre nach der Benediktion wurde die Kirche am 1. September 1991 durch den Trierischen Weihbischof Alfred Kleinermeilert konsekriert.

## Architektur und Ausstattung

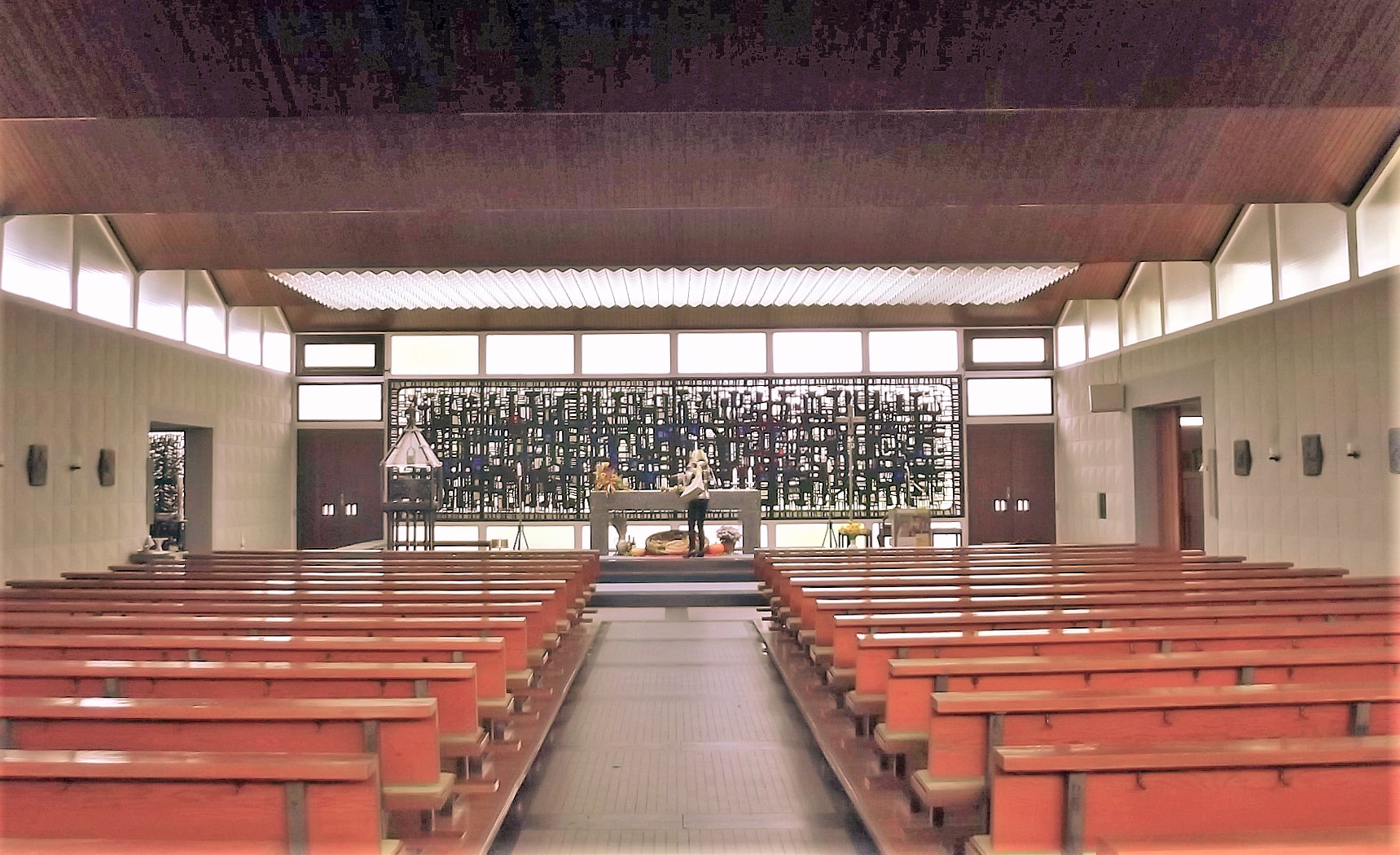
Innenansicht

Der für die 1960er Jahre moderne Kirchenbau hat einen als Stahlkonstruktion realisierten, freistehenden Glockenturm. Der Glockenturm war als Anklang an saarländische Bergbaufördertürme gestaltet und beherbergt ein dreistimmiges Geläut.
Strukturelle Strenge und Herbheit bestimmen die Architektur des Innenraumes, der an Industriearchitektur erinnert. Der Kirchenbau ist eine Addition räumlicher Quertonnen in rechteckiger Form mit vier rechteckigen Seitenkapellen. Die Seitenwände werden im Außenraum weitergeführt und umfassen so auf der Eingangsseite einen Vorhof und auf der Altarseite einen Altarhof.
Der Boden ist mit mattweißen Kacheln und Granit in quadratische Felder eingeteilt, unter den Bänken ist der Boden mit Holz belegt. Die Seitenwände sind mit flachen quadratischen Pyramidenfeldern aus hellgrau gestrichenen Betonplatten verkleidet. Die Decke ist als gefaltete, holzverkleidete Winkelkonstruktion gestaltet. Über dem Altarbereich ist ein indirektes Beleuchtungsfeld eingearbeitet. Die Oberlichtgaden sind an der Eingangs- und Altarseite als querrechteckige, an den Seitenwänden als trapezförmige Glasfelder geformt. Für die Chorwand und die Seitenkapellen entwarf der Maler Ferdinand Selgrad aus Spiesen eine Betonverglasung in weißen, blauen, roten und gelben Tönen. In den Jahren 1989/91 wurde ein Sakramentshaus aus Glas und Metall hinzugefügt. Die liturgische Ausstattung besorgte der aus Waldbreitbach stammende Künstler Hans Rams.

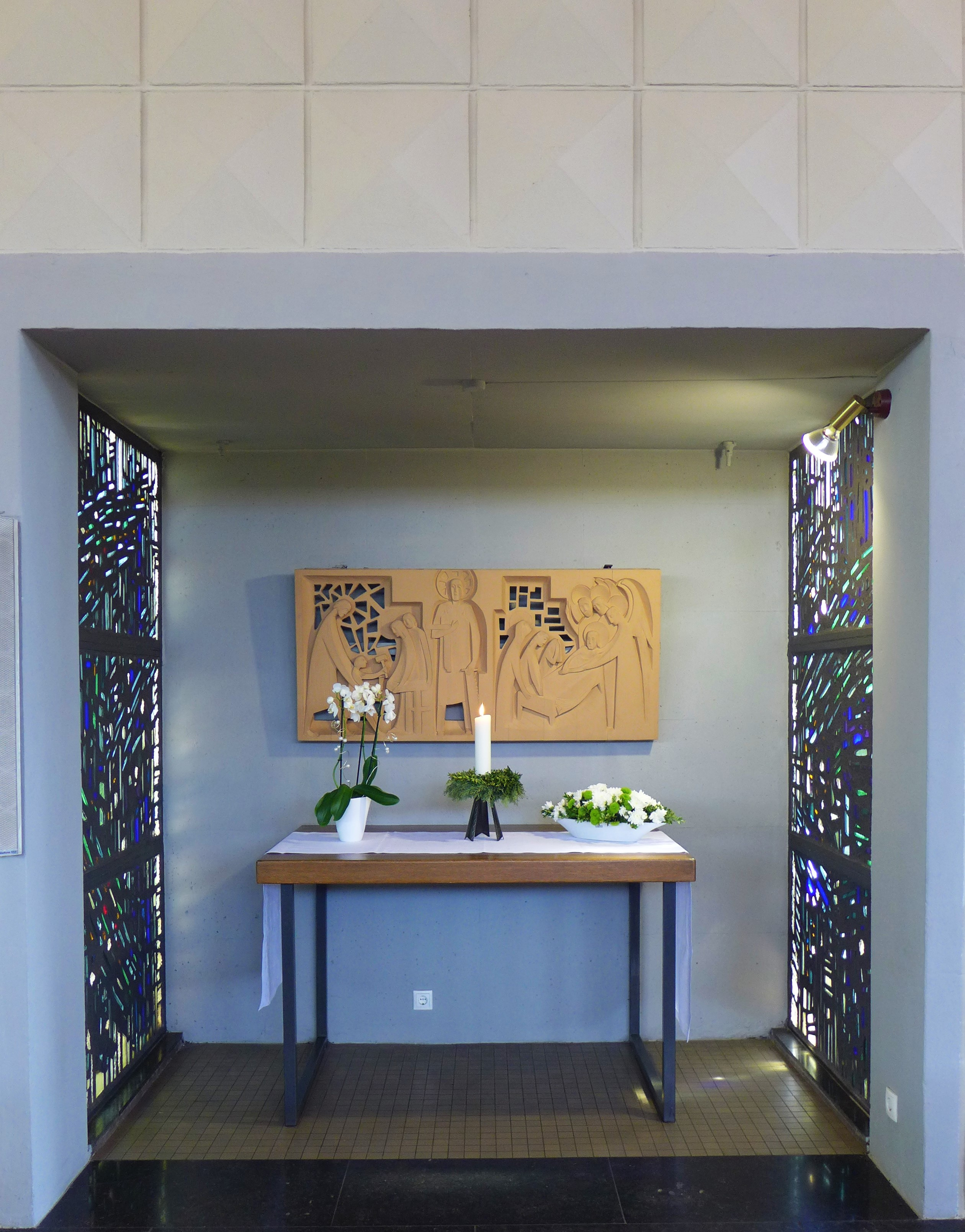
Josefskapelle
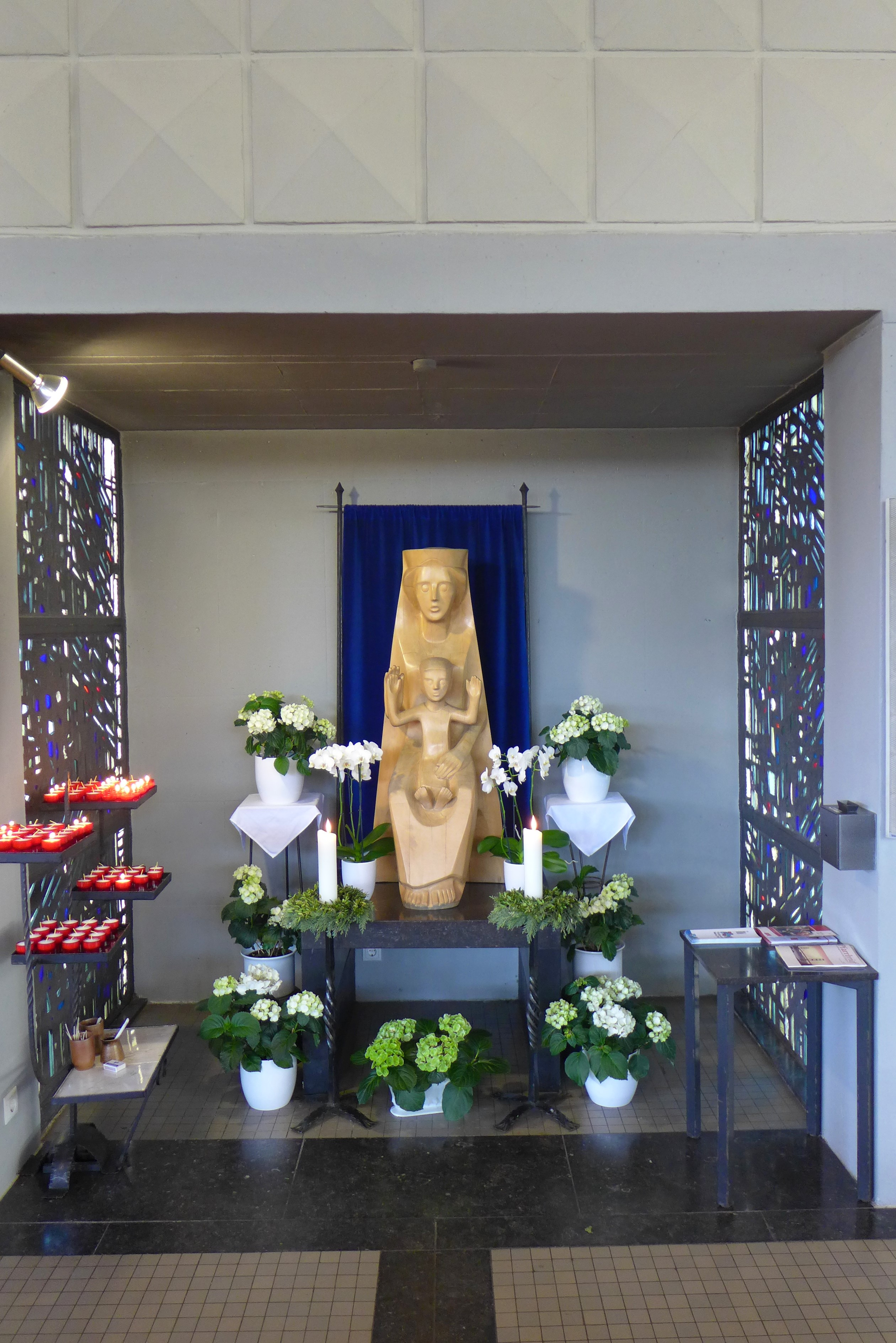
Marienkapelle
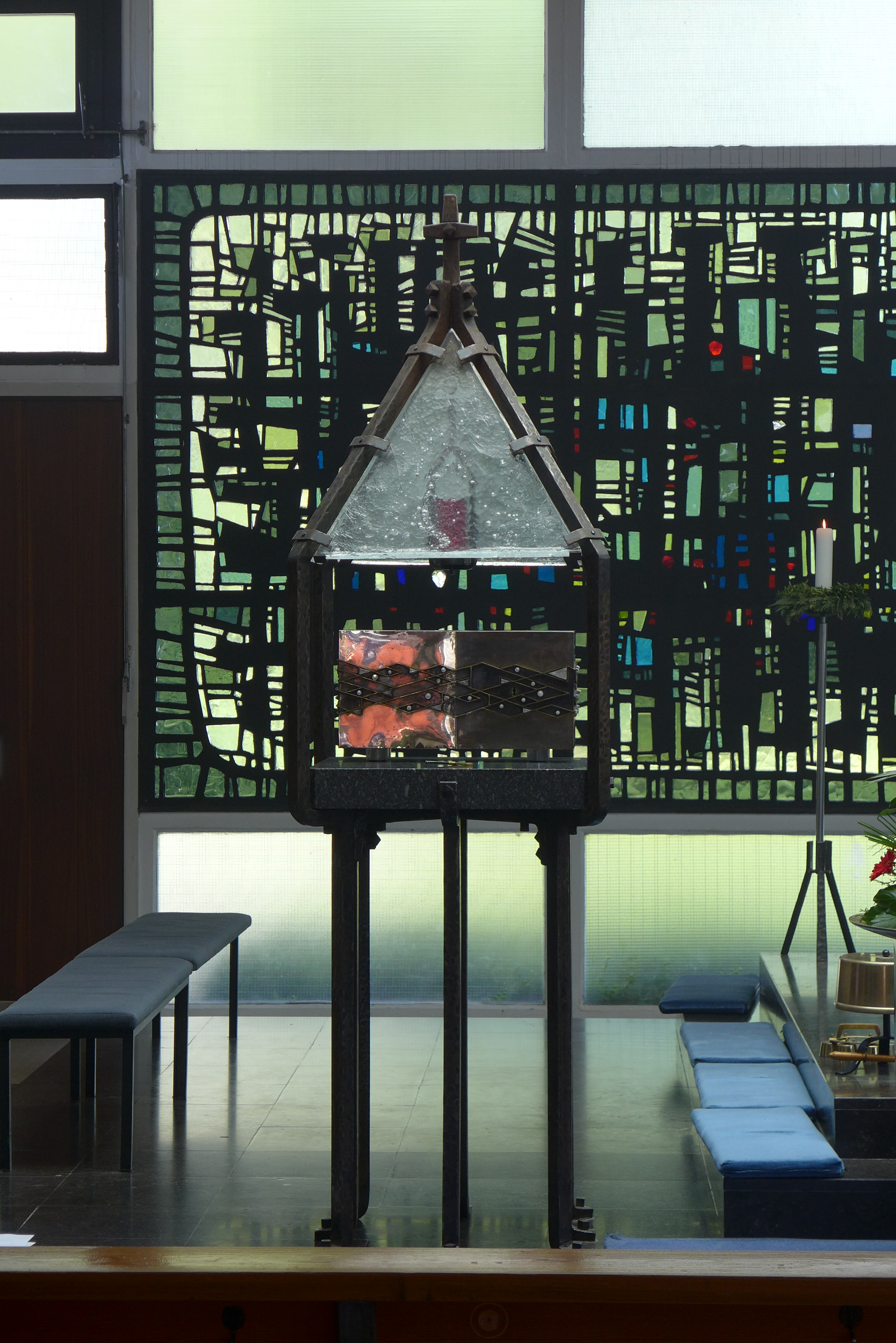
Sakramentshäuschen mit Tabernakel
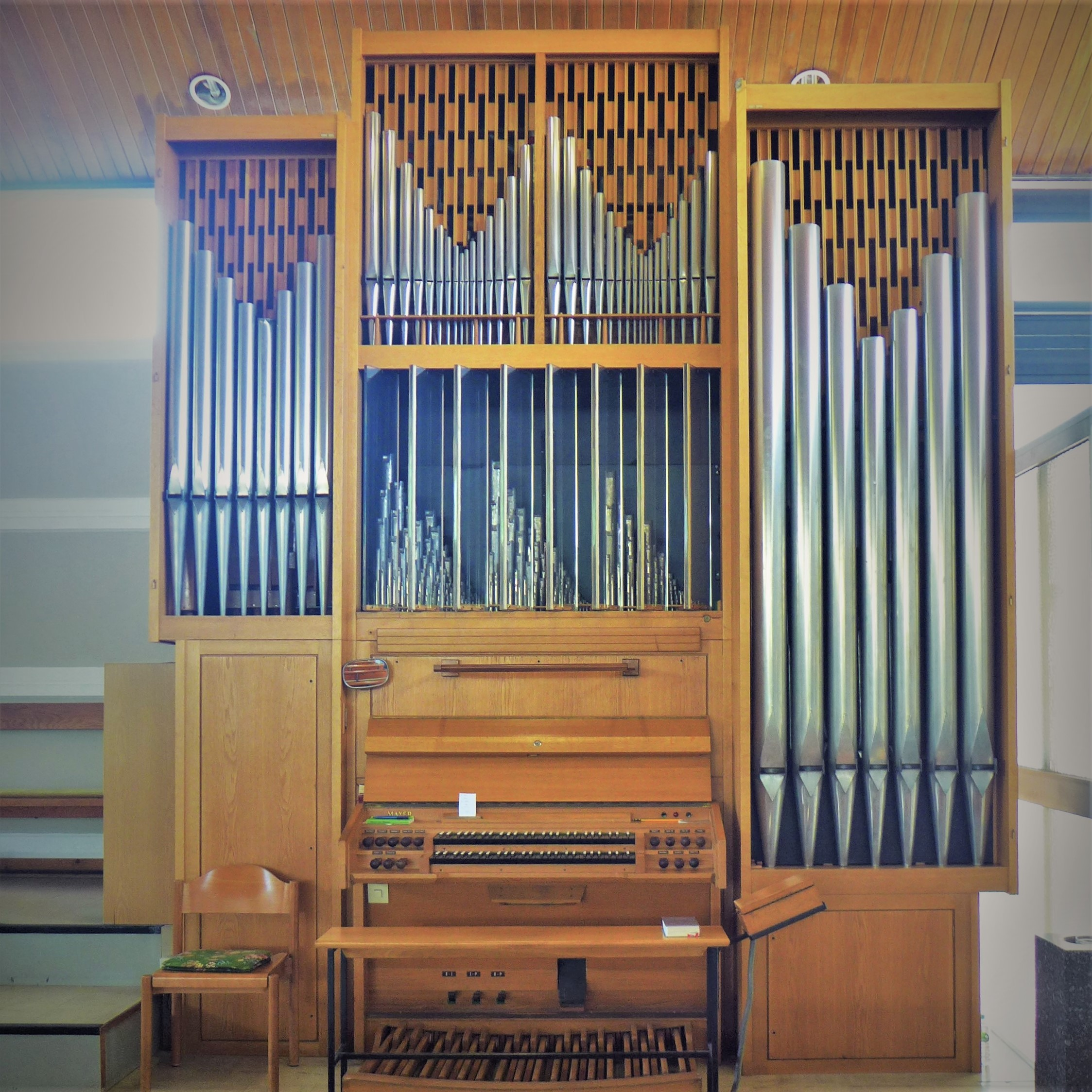
Orgelprospekt

## Orgel

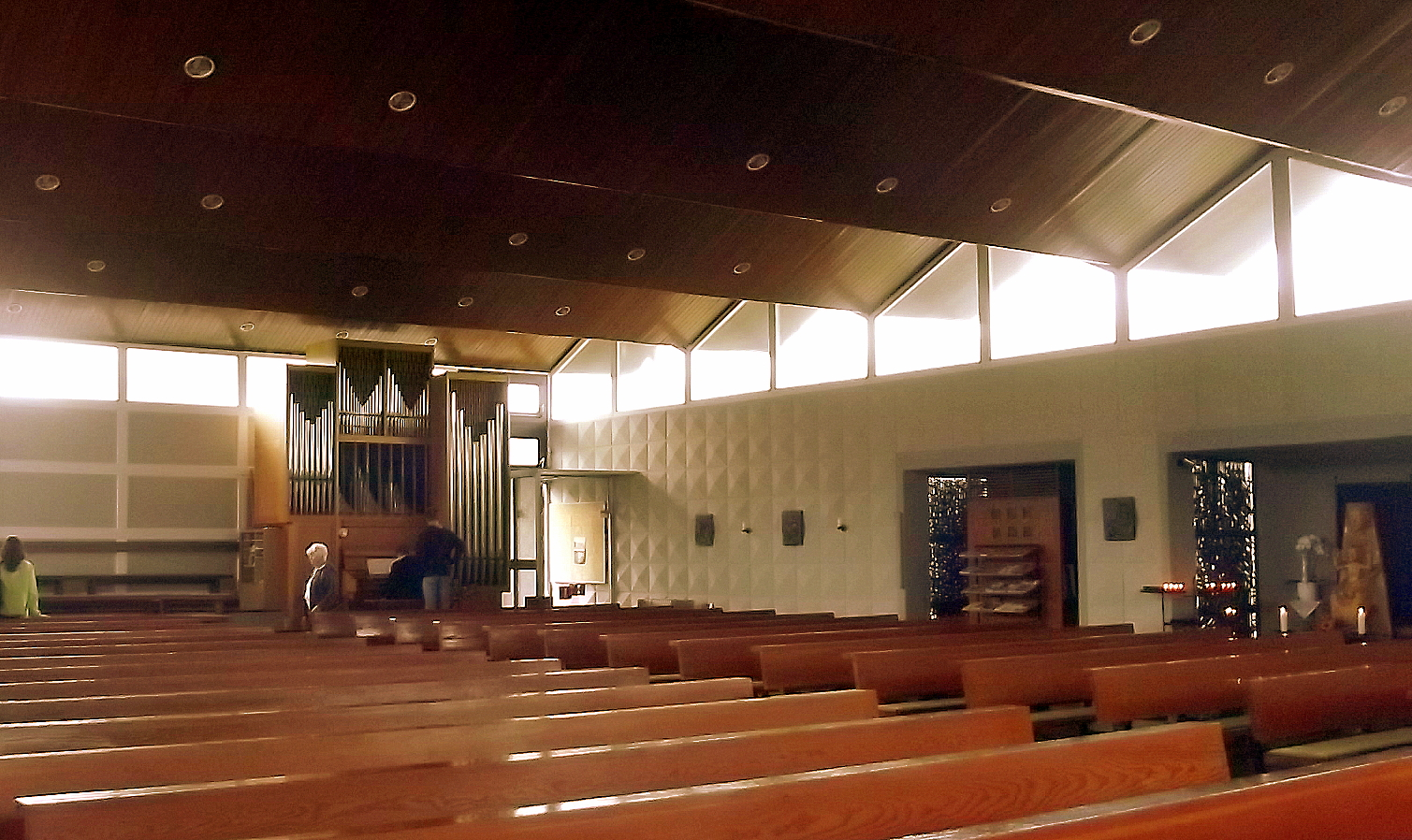
Innenansicht mit Blick zur Orgel

Im Jahre 1962 wurde der Kirchengemeinde ein Orgelpositiv des Bistums geliehen mit der Auflage, sich zu gegebener Zeit um ein eigenes Instrument zu bemühen. Die beschränkten musikalischen Möglichkeiten des Orgelpositivs bestärkten den Wunsch nach einer eigenen, größeren Orgel. Die Diskussion über die Anschaffung einer Orgel wurde im Pfarrgemeinderat und Kirchenvorstand heftig geführt. Als man jedoch sah, dass die Inflation die vorhandenen Mittel aus Spenden und Konzertreihe bei längerem Warten zunichtemachen würde, beschloss der Kirchenvorstand am 10. Dezember 1974 mit Mehrheit, dass eine Orgel für die Kirche Maria Trost angeschafft werden soll. Aus mehr als 10 Angeboten in- und ausländischer Orgelbaufirmen entschied sich der Kirchenvorstand für die saarländische Orgelbaufirma Hugo Mayer aus Heusweiler. Am 19. Oktober 1975 wurde die neue Orgel in einem festlichen Gottesdienst ihrer liturgischen Bestimmung übergeben und somit in Dienst genommen.
Das Schleifladen-Instrument verfügt 13 Register, verteilt auf zwei Manuale und Pedal. Die Spiel- und Registertraktur ist mechanisch. Die Stimmtonhöhe beträgt 440 Hz. Die Temperatur (Stimmung) ist gleichstufig. Die Disposition lautet wie folgt:
| I Hauptwerk C–g3 |                |       |
| 1.               | Rohrflöte      | 8′    |
| 2.               | Prinzipal      | 4′    |
| 3.               | Waldflöte      | 2′    |
| 4.               | Mixtur IV      | 1 ⁄3′ |
| 5.               | Helle Trompete | 8′    |

| II Schwellwerk C–g3 |             |       |
| 6.                  | Gedackt     | 8′    |
| 7.                  | Blockflöte  | 4′    |
| 8.                  | Doublette   | 2′    |
| 9.                  | Quinte      | 2 ⁄3′ |
| 10.                 | Terz        | 1 ⁄3′ |
| 11.                 | Scharff III | 1′    |
|                     | Tremolo     |       |

| Pedal C–f1 |           |     |
| 12.        | Subbaß    | 16′ |
| 13.        | Prinzipal | 8′  |

- Koppeln: II/I, I/P, II/P

Die Disposition konzipierten Paul Schneider aus Saarbrücken, Domorganist Wolfgang Oehms aus Trier und Orgelbau Hugo Mayer.

## Glocken
Die Glocken wurden im Jahr 1960 von der Saarburger Glockengießerei Mabilon gegossen. Die Disposition und die Gewichte lauten: g` (700 kg), a´(470 kg), c´´ (300 kg)

## Die Geistlichen der Pfarrei Maria Trost
Die Pfarrer der Pfarrei Maria Trost:
- 1961–1968 Alois Molter, Dechant
- 1963–1965 Gerd Rupp, Außenkaplan
- 1965–1967 Helmut Rausch, Außenkaplan
- 1967–1968 Ludwig Müller, Kaplan
- 1968–1977 Ludwig Müller, Pfarrer
- 1977–1978 Pfarrverwalter Georg Jutz, Pfarrer
- 1978–1986 Pfarrverwalter Studiendirektor Rudolf Ludwig, Pfarrer
- 1987–1996 Pfarrverwalter Warnfried Bartmann, Pfarrer
- 1996–2003 Gerhard Kerber, Pfarrer
- 2003–2022 Patrik Schmidt, Dechant

Diakone, Kapläne und Vikare in der Pfarrei Maria Trost:
- 1977–1980 Diakon Willi Bertges
- 1980–1981 Diakon Georg Müller
- 1981–1982 Diakon Uwe Jansen
- 1982–1983 Diakon Franz-Josef Michaely
- 1986–1988 Kaplan Wolfgang Herrmann
- 1988–1991 Vikar Michael Rams
- 1991–1994 Vikar Heinz Haser
- 2003–2015 Diakon Michael Balenzia
- 2006–2007 Diakon Axel Feldmann
- 2008–2009 Diakon Marco Hartmann
- 2010–2011 Lars Meiser
- 2012–2014 Jijo Antony O. Praem-